# دلس

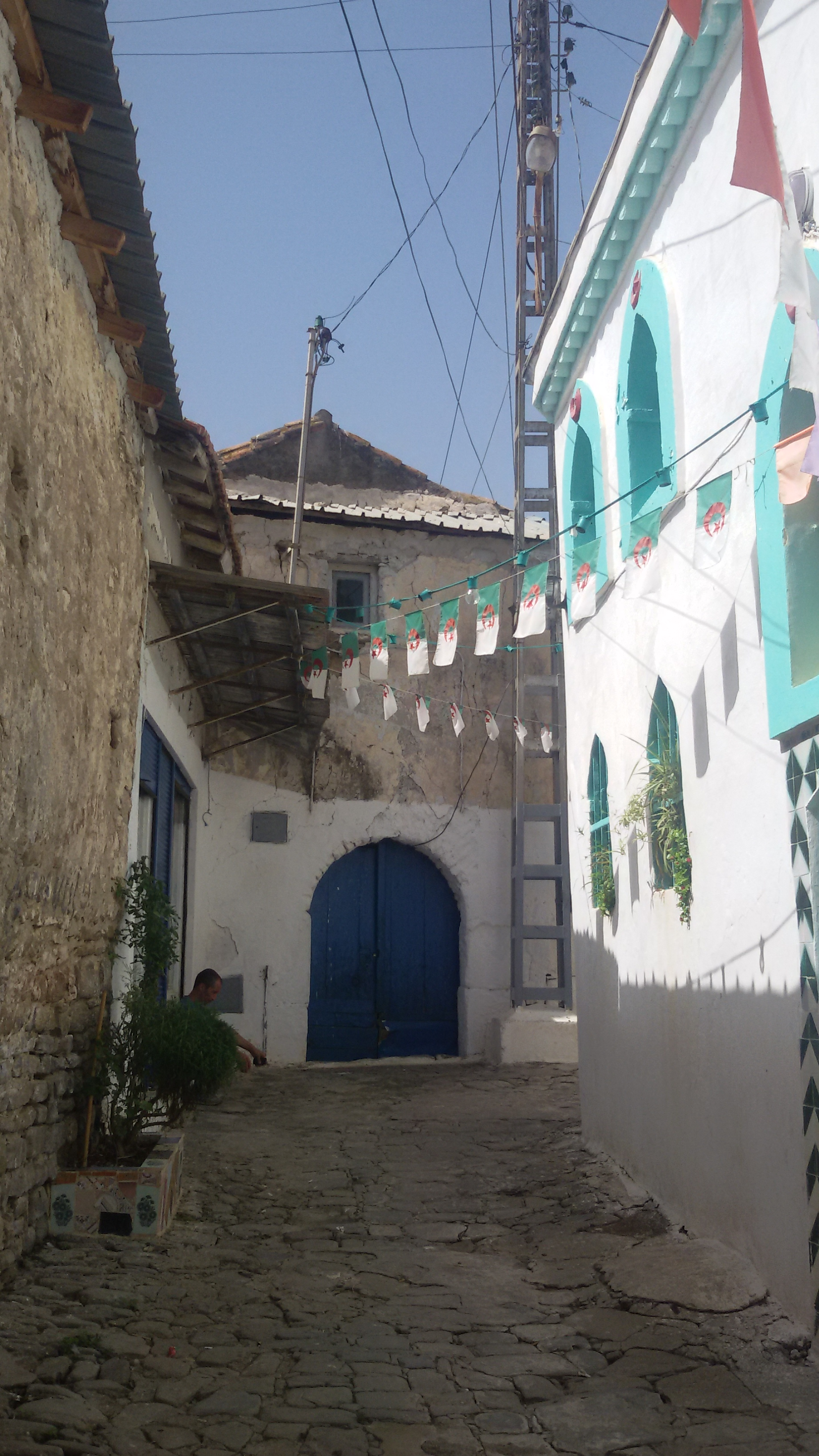
دلس

دللس أو دلّس مدينة جزائرية على ساحل البحر المتوسط. بين تيزي وزو ومدينة الجزائر. تنقسم المدينة إلى حيين. القصبة أو المدينة الفديمة وتتركز في المرتفعات يمزها الشوارع الضيقة والبيوت المطلية بالأبيض والبساتين الكثيرة. ثم المدينة الأوروبية والممتدة على طول الساحل وفي الطرف امقابل للمدينة الامازيغية .
(دلس / تدلس/ دَلِس / تَدلِس)
يرجع الفضل للحماديين في إنشاء هذه المدينة. تطورت المدينة بعد قدوم الرومان وأصبت تسمى روسوكوروس، وعرفت عهدا من الرخاء في عهد الإمبراطور كلوديوس 50 م. لا تزال بعض الأسوار القديمة غربي المدينة شاهدت على هذا العهد، كما أن المنابع المعروفة باسم سيدي سوسان ترجع إلى هذا العهد أيضاً. كما أن الحفريات ساعدت على العثور على عدة نماذج لفسيفساء، وبعض الحلي والأواني والتي تم عرض يعضها في متحف الجزائر.
عرفت المدينة بعدها عدة غزوات وزلازل دمرت المدينة القديمة. مع مجئ العرب، قام هؤلاء ببناء المدينة من جديد وعلى أنقاض المدينة الفينيقية. خضعت المدينة بعدها لسيطرة الحماديين. كما استقر بها معز الدولة بن صمادح صاحب المرية بعد اكتساح المرابطين للأندلس 1088 م. استولى عليها أبو عبد الله الحفصى وانتزعها من أيدي بني عبد الواد ثم أقر عليها عاملاً من قبله مع حامية من الجند. إلا أن السلطان أبو حمو وبعض حصاره المدينة استطاع أن يستردها مجددا. بعد استيلاء الإسبان على بجاية سنة 1509 م. أصبحت دلس قاعدة للأخوان بربروسة عروج وخير الدين ومنها انطلقت الحملات لأسترداد المدن المحتلة قبل أن ينتقلا إلى مدينة الجزائر.
بدأ الفرنسيون في غزو منطقة القبائل منذ عام 1837 م. وقاد الماريشال بيجو الحملة الفرنسية في المنطقة وواجه مقاومة شرسة قادتها قبيلة فليسة، انتهت المقاومة مع اكمال الفرنسيين لسيطرتهم على المنطقة ودخول دلس في شهر 18مايو من سنة 1844 م.
كانت دلس من أوائل المدن التي عمل فيه جيش التحرير الوطني الجزائري عمليات ضد الاستعمار في نوفمبر 1954.

## الملاعب
يضم إقليم هذه البلدية العديد من ملاعب كرة القدم، منها:
1. ملعب دلس[الفرنسية] (الإحداثيات: 36°55′00″N 3°54′08″E / 36.9166381°N 3.9022261°E)

## شخصيات
- عبد القادر حسبلاوي
- مختار حسبلاوي

## مواضيع ذات صلة
- بلديات ولاية بومرداس
- دوائر ولاية بومرداس القبايل قاتلوا مع فرنسا ولم يجاهدو هذا كذب

## روابط مواقع شبكية
- Dellys Superforum
- dellys-online دلس
- دلس (بالعربية والفرنسية)
- Dellysieuse (بالفرنسية)
- www.s7ab-bourdjefnaar.com باش بغيت